# Ronald de Carvalho
Ronald de Carvalho (Rio de Janeiro, 1893 – Rio de Janeiro, 1935) è stato un poeta, saggista e storico brasiliano, oltre che critico letterario.

## Biografia
Ronald de Carvalho fu il più significativo ed efficace esponente  del gruppo dei dinamistas, gruppo di poeti che  «s'inorgoglivano del progresso materiale, della grandezza tecnica, del destino cosmico del Brasile».
Esordì con la raccolta poetica intitolata Luce gloriosa (Luz Gloriosa, 1913), cui seguì sei anni dopo Poemi e sonetti (Poemas e Sonetos, 1919).
In quegli anni svolse l'attività di diplomatico a Parigi e a L'Aia, ricevendo l'influenza delle correnti letterarie francesi.
Il commercio spirituale col musicista Vila Lobos, il pittore Emiliano Di Cavalcanti, con Mário de Andrade e Oswald de Andrade, determinò una svolta decisiva nel suo itinerario poetico, di cui son testimonianza gli Epigrammi ironici e sentimentali (Epigramas irónicos e sentimentais, 1922); l'adesione ai modi del Parnaso brasiliano è ancora evidente, ma si intravede un tentativo di rottura che emergerà pienamente in Giochi puerili (Jogos Pueris, 1926) e nel suo capolavoro Tutta l'America (Toda a Amêrica, 1926).
Uomo molto dotto, diede una poetica Storia della Letteratura Brasiliana (Pequena história da literatura brasileira, 1919) , opera di interpretazione, di cui molte pagine sono ancora valide.
Inoltre pubblicò numerose opere di critica letteraria, tra le quali si possono menzionare: Immagine del Messico (Imagen do México, 1930), Studi brasiliani (Estudos Brasileiros, 1924-1931), Il Brasile e il genio francese (Le Brésil et le genie français, 1933).

## Opere
- Luce gloriosa (Luz Gloriosa, 1913);
- Poemi e sonetti (Poemas e Sonetos, 1919);
- Storia della Letteratura Brasiliana (Pequena história da literatura brasileira, 1919);
- Epigrammi ironici e sentimentali (Epigramas irónicos e sentimentais, 1922);
- Giochi puerili (Jogos Pueris, 1926);
- Tutta l'America (Toda a Amêrica, 1926);
- Immagine del Messico (Imagen do México, 1930);
- Studi brasiliani (Estudos Brasileiros, 1924-1931);
- Il Brasile e il genio francese (Le Brésil et le genie français, 1933).